# Marasuchus lilloensis

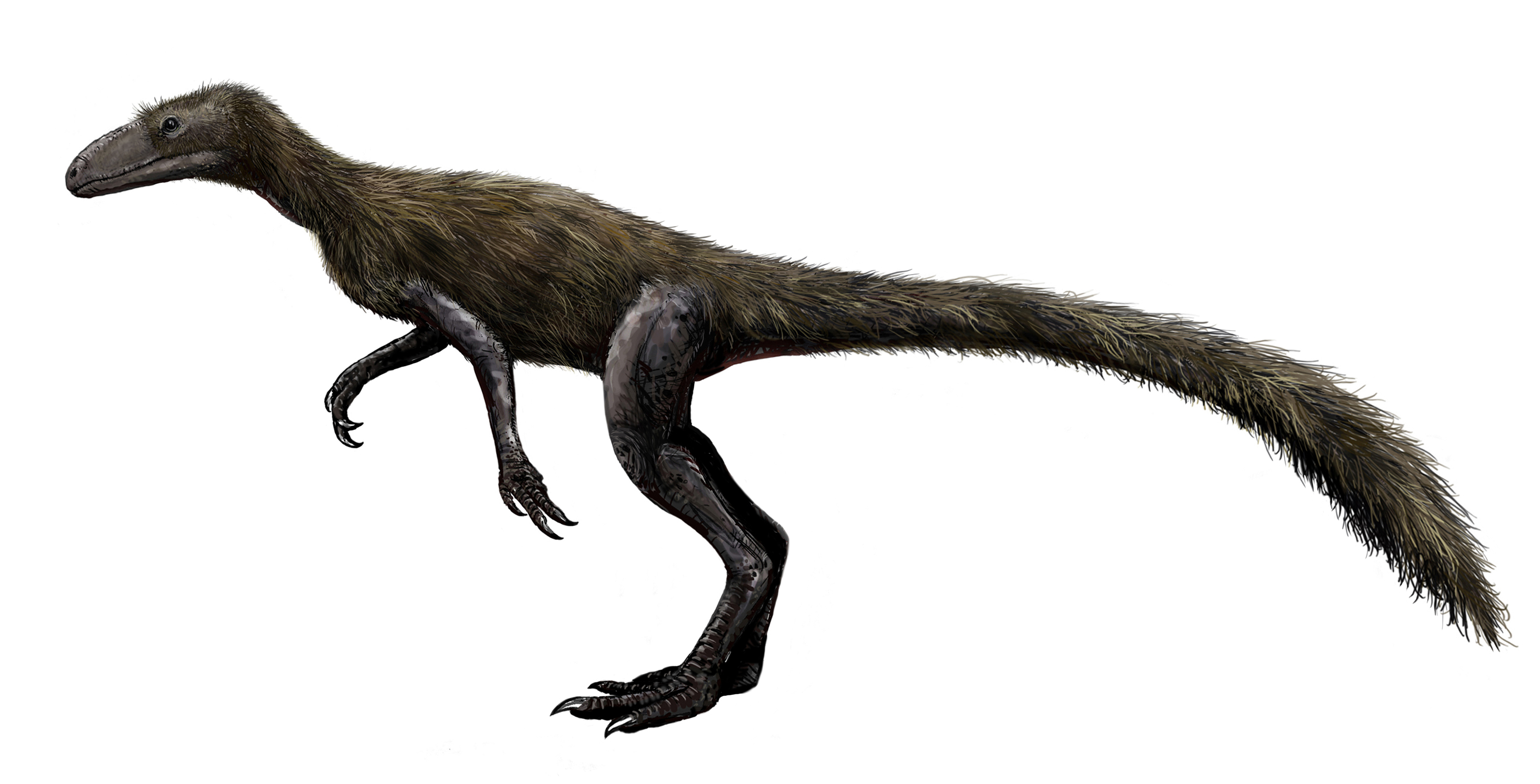
Ricostruzione di Marasuchus

Il marasuco (Marasuchus lilloensis) è un rettile estinto, appartenente agli arcosauri. Visse nel Triassico medio (Ladinico, circa 230 milioni di anni fa) e i suoi resti sono stati ritrovati in Argentina. È considerato un possibile antenato dei dinosauri.

## Descrizione
Lungo circa 50 centimetri, questo minuscolo animale possedeva un corpo snello e agile, con zampe posteriori estremamente allungate e una coda altrettanto lunga. Il collo era relativamente corto e forte, mentre la testa era armata di denti aguzzi. Le zampe anteriori non sono conosciute in modo completo, ma i resti permettono di capire che queste erano molto più corte di quelle posteriori, e che probabilmente questo animale era bipede. L'aspetto doveva essere piuttosto simile a quello dei primi dinosauri saurischi, come Eoraptor.

## La scoperta
Nel 1971 Alfred Sherwood Romer descrisse i resti frammentari di un rettile arcosauro di piccole dimensioni, a cui diede il nome di Lagosuchus talampayensis. Successivamente vennero scoperti altri esemplari fossili, che vennero attribuiti a un'altra specie, Lagosuchus lilloensis. Nel 1994, Sereno e Arcucci pubblicarono uno studio nel quale asserirono che i resti di L. talampayensis erano troppo frammentari per poter definire con certezza l'animale, che cadde così nel calderone dei nomina dubia. Non era affatto certo, inoltre, che la specie L. lilloensis appartenesse al medesimo genere, ed ecco quindi l'istituzione del genere Marasuchus.

## Classificazione
Il marasuco era un arcosauro di piccole dimensioni, dalle caratteristiche indubbiamente evolute. In particolare, le vertebre cervicali erano strutturate in modo tale da permettere alla testa movimenti rapidi e precisi. Questa caratteristica derivata è in comune con i dinosauri teropodi, così come la struttura degli arti posteriori. Nel bacino, ilio e ischio erano ancora primitivi, ma era già presente un acetabolo aperto di dimensioni modeste, una caratteristica che si accentuerà nei dinosauri saurischi e ornitischi. Il marasuco, per questi motivi, è considerato uno dei possibili antenati dei dinosauri primitivi come Eoraptor.

## Stile di vita
Senza dubbio il marasuco era un piccolo predatore insettivoro, che grazie alle zampe posteriori estremamente allungate poteva scappare velocemente dai numerosi predoni dell'epoca, come i rauisuchi e i proterocampsidi. Nello stesso ecosistema erano presenti anche altri piccoli arcosauri evoluti, come Lagerpeton, Pseudolagosuchus e Lewisuchus, che testimoniano una notevole diversificazione del gruppo.